# 藤津亮太
藤津 亮太（ふじつ りょうた、1968年12月21日 - ）は、日本のアニメーション評論家、フリーライター。

## 略歴・人物
静岡県藤枝市出身。静岡県立藤枝東高等学校、名古屋大学理学部分子生物学科卒業。
静岡新聞記者、SPA!編集者を経て、フリーのライターとなる。アニメーションに対する深い造詣をもち、扶桑社より刊行された『アニメ評論家宣言』をはじめ、アニメ・漫画の専門雑誌にてコラムを多数執筆。カルチャーセンターにてアニメに関する講座も行っている。大学時代は理学部分子生物学科で合唱サークルの文集を執筆、製作していた経験が生業の元となっている。
ニコニコチャンネルでは「アニメの門チャンネル」を解説。毎月一つのテーマを取り上げて生放送とブロマガの公開を行っている。
2010年より、NHKラジオ第1でアニメを題材にしたトーク番組『渋谷アニメランド』がレギュラー放送になるに当たり、そのパーソナリティーとして冨田明宏（アニメ・音楽評論家）と隔週交代で担当。主にアニメーションクリエーターへのインタビューを行っていた。
藤津亮太はペンネームで、本名は難読である。

## 著作権侵害騒動
2016年、読売新聞に掲載された映画『シン・ゴジラ』の評論コラムを、2ちゃんねるの記者が、全文コピーしてスレッドを立て、そのURLをtwitterにツイートした。藤津が読売新聞社の知財部に報告すると、DMCAが著作権侵害と判定。当該ツイートは不可視化処分にされた。当該記者からは「Webに公開された情報は利用者全員の共有資産です。そんなに見られて恥ずかしい文章ならパスワードをかけて会員限定記事にして下さい」と言われる。これらの騒動は、藤津のツイッターアカウントや弁護士ドットコム、NEWSポストセブン編集者のコラムなどに掲載された。

## 著作

### 単著
- アニメ「評論家」宣言（扶桑社、2003年／ちくま文庫（増補版）、2022年） ISBN 978-4480438201
- チャンネルはいつもアニメ――ゼロ年代アニメ時評（NTT出版、2010年） ISBN 978-4757142534
- ぼくらがアニメを見る理由――2010年代アニメ時評（フィルムアート社、2019年） ISBN 978-4845918362
- アニメと戦争（日本評論社、2021年） ISBN 978-4535587533
- アニメの輪郭――主題・作家・手法をめぐって（青土社、2021年） ISBN 978-4791774173
- 富野由悠季論（筑摩書房、2025年） ISBN 978-4480816979

### 編纂
- 富野由悠季『ガンダムの現場から――富野由悠季発言集』氷川竜介と共編（キネマ旬報社、2000年） ISBN 978-4873765372
- 『Z bible――『機動戦士Zガンダム‐星を継ぐ者』完全ドキュメント』氷川竜介と共編（講談社、2005年） ISBN 978-4063720419
- 声優語 ～アニメに命を吹き込むプロフェッショナル～（一迅社、2017年） ISBN 978-4758015332
- プロフェッショナル13人が語るわたしの声優道（河出書房新社、2019年） ISBN 978-4309256351
- 中島かずきと役者人（KADOKAWA、2020年）
- ゆうきまさみ ロングインタビュー（小学館・ビックコミックスペシャル、2021年）

## 出演
- アフター6ジャンクション（TBSラジオ） - 年に数回出演。その時期の話題作などについて語る。聞き手は宇多丸と宇垣美里。
- TOROアニメーション総研（静岡放送（SBSラジオ）） - コーナー出演。